# Årsjön, Blekinge
Årsjön är en sjö i Ronneby kommun i Blekinge och ingår i Vierydsåns huvudavrinningsområde. Sjön är 12 meter djup, har en yta på 0,344 kvadratkilometer och befinner sig 55,9 meter över havet. Sjön avvattnas av vattendraget Vierydsån. Vid provfiske har bland annat abborre, björkna, braxen och gädda fångats i sjön.

## Delavrinningsområde
Årsjön ingår i det delavrinningsområde (624548-145881) som SMHI kallar för Utloppet av Årsjön. Medelhöjden är 78 meter över havet och ytan är 13,38 kvadratkilometer. Räknas de 4 avrinningsområdena uppströms in blir den ackumulerade arean 56,02 kvadratkilometer. Avrinningsområdets utflöde Vierydsån mynnar i havet. Avrinningsområdet består mestadels av skog (67 %). Avrinningsområdet har 1,24 kvadratkilometer vattenytor vilket ger det en sjöprocent på 9,3 %. Bebyggelsen i området täcker en yta av 0,98 kvadratkilometer eller 7 % av avrinningsområdet.

## Fisk
Vid provfiske har följande fisk fångats i sjön:
- Abborre
- Björkna
- Braxen
- Gädda
- Mört
- Sarv